# Q-tip kalcijumski kanal
Q-tip kalcijumski kanal je tip naponom-kontrolisanih kalcijumskih kanala. Kao i kod drugih proteina ove klase, α1 podjedinica određuje većinu osobina ovog kanala.
Oni nisu dovoljno istraženi. Kao i R-tip kalcijumski kanali, postoje indikacije da su oni prisutni cerebelarnim granularnim ćelijama. Oni imaju visok prag aktivacije i relativno sporu kinetiku.

## Literatura
1. ↑  Plomp JJ, van den Maagdenberg AM, Molenaar PC, Frants RR, Ferrari MD (2001). „Mutant P/Q-type calcium channel electrophysiology and migraine”. Current Opinion in Investigational Drugs (London, England : 2000). 2 (9): 1250—60. PMID 11717812.
2. ↑  Yan Z, Chi P, Bibb JA, Ryan TA, Greengard P (2002). „Roscovitine: a novel regulator of P/Q-type calcium channels and transmitter release in central neurons”. The Journal of Physiology. 540 (Pt 3): 761—70. PMC 2290289 . PMID 11986366.

## Spoljašnje veze
- Q-Type+Calcium+Channel на 